# Scopely
Scopely est un développeur et éditeur de jeux vidéo pour téléphone mobile. La société est basée à Los Angeles, en Californie, avec des bureaux à Barcelone (Espagne), Boulder (Colorado), Dublin (Irlande), Londres (Angleterre) et Tokyo (Japon). 
Scopely dispose de studios de développement internes ainsi que de partenariats avec des studios de développement externes pour créer des jeux mobiles gratuits. Scopely s'associe également avec des détenteurs d'IP pour créer des jeux mobiles sur la base de marques de divertissement populaires.
En 2023, la société est achetée pour 5 milliards de $ par le fonds public d'investissement de l'Arabie Saoudite.

## Histoire
Scopely a été fondée en 2011 par Walter Driver, Ankur Bulsara, Eric Futoran et Eytan Elbaz.  Auparavant, Elbaz a co-fondé Applied Semantics, qui a été acquise par Google en 2003, et Bulsara était développeur de logiciels chez MySpace. En 2014, l'ancien cadre de Disney Interactive et Electronic Arts, Javier Ferreira, a rejoint Scopely. L'ancien cadre de Disney Interactive, Tim O'Brien, a rejoint également l'équipe en 2014 en tant que directeur des finances. 
En août 2015, Scopely s'est classée no 9 sur la liste des 5 000 entreprises à la croissance la plus rapide en Amérique et no 1 aux États-Unis. 
En octobre 2017, la société a annoncé l'ouverture d'un studio à Barcelone. 
En juin 2019, la société a annoncé qu'elle avait dépassé le milliard de dollars de revenus. 
Le 22 janvier 2020, The Walt Disney Company vend à Scopely les studios FoxNext Games et sa filiale Cold Iron Studios achetés lors de son acquisition de 21st Century Fox.
En avril 2023, la société est achetée pour 5 milliards de $ par le fonds public d'investissement saoudien contrôlé par le prince héritier Mohammed ben Salmane.
Le 12 mars 2025, Niantic officialise la vente de sa branche jeux vidéo à Scopely, incluant des jeux tels que Pokémon Go, Pikmin Bloom, et Monster Hunter Now.

## Jeux
En janvier 2012, Scopely a lancé son premier jeu mobile Free-to-play Dice with Buddies, est suivi la même année par Jewels with Buddies et Bubble Galaxy with Buddies, qui a fait ses débuts comme l'application gratuite numéro 1 de l'App Store. 
En avril 2013, Scopely a lancé Mini Golf MatchUp, un jeu en tête-à-tête développé avec le studio néo-zélandais Rocket Jump. Le jeu était no 1 pour des applications gratuites dans l'App Store dans 49 pays et l'application no 1 sur l'iPhone et l'iPad aux États-Unis. En septembre 2013, Scopely a lancé Wordly, un jeu d'orthographe qui a atteint la première place du palmarès des applications gratuites dans l'App Store, et a été le premier jeu avec un mode solo développé par Scopely. En novembre 2013, la société a lancé le jeu Skee-ball Arcade, qui a atteint la première place dans l'App Store. 
Scopely a lancé Slots Vacation en juin 2014. En juillet 2014, Scopely a acquis Disco Bees de Space Inch. En avril 2015, Scopely s'est associé à Hasbro pour lancer le seul jeu Yahtzee sous licence officielle, Yahtzee With Buddies, sur IOS, Android et Apple Watch. Le jeu a vu plus de 1 million de téléchargements dans ses quatre premiers jours. En 2016, Scopely a sorti Dice With Ellen, un jeu de dés de style Yahtzee avec Ellen DeGeneres.
En mai 2015, Scopely a signé un accord de partenariat pluriannuel avec DIGIT Games Studios en Irlande. La collaboration a mené à l'acquisition de Kings of the Realm, un jeu MMO de stratégie fantastique. 
En août 2015, Scopely s'est associé au créateur de la série The Walking Dead, Robert Kirkman, et Skybound Entertainment pour créer The Walking Dead: Road to Survival, le premier jeu mobile gratuit basé sur les romans graphiques. Le jeu a enregistré 4 millions de téléchargements au cours de sa première semaine, faisait partie des 25 meilleurs jeux dans 17 pays et est devenu le 6ᵉ jeu consécutif n°1 publié par Scopely. En 2017, Scopely's The Walking Dead: Road to Survival a connu des problèmes liés à la programmation qui ont affecté l'utilisation des joueurs et entraîné de longs délais d'attente pour le matchmaking. Les développeurs de jeux de Scopely se sont excusés et ont offert des objets virtuels en compensation, mais certains joueurs se sont plaints de la valeur de ces cadeaux. En 2018, 40 millions de personnes avaient installé le jeu depuis sa sortie.
La société s'est associée en 2016 à Sony Pictures TV pour lancer Wheel of Fortune: Free Play, basée sur le jeu télévisé. 
Scopely a annoncé un partenariat avec World Wrestling Entertainment en 2017 et a lancé le match-3 WWE Champions. Il a gagné un Webby Award pour People's Voice dans la catégorie des jeux de sport. 
En 2018, Scopely a eu quatre jeux les plus rentables : Champions de la WWE, The Walking Dead: Road to Survival, Wheel of Fortune: Free Play et Yahtzee With Buddies. En novembre 2018, Scopely a lancé Star Trek Fleet Command, en partenariat avec CBS Interactive et DIGIT Game Studios. En décembre 2018, Scopely a lancé Looney Tunes World of Mayhem, un jeu de rôle multi-joueurs avec des personnages de Looney Tunes sous licence de Warner Bros. Interactive Entertainment, développé en partenariat avec Aquiris Game Studio. Le jeu a été téléchargé plus d'un million de fois le jour de son lancement.
La société a annoncé en 2019 que Star Trek Fleet Command a dépassé les 100 millions de dollars de revenus en huit mois.

## Financement
En 2013, Scopely a réalisé un tour de table de 8,5 millions de dollars dirigé par Anthem Venture Partners, avec la participation de The Chernin Group, Greycroft Venture Partners et New Enterprise Associates. En 2014, Scopely a levé un cycle de financement de série A de 35 millions de dollars, dirigé par Evolution Media.  En 2016, Scopely a levé 55 millions de dollars en financement de série B. En 2017, la société a annoncé un financement de série C de 60 millions de dollars, dirigé par Revolution Growth, puis a levé 100 millions de dollars supplémentaires auprès de Greenspring Associates en 2018.
En 2019, la société a annoncé un financement de série D de 200 millions de dollars, valorisant la société à 1,7 milliard de dollars.